# Kaltverschweißen
Als Kaltverschweißen bezeichnet man das Phänomen, vorwiegend metallische Werkstücke gleichen Materials bereits bei Raumtemperatur so miteinander zu verbinden, dass die Verbindung dem „normalen“ Verschweißen sehr nahekommt; daher auch die Bezeichnung. Dieses Phänomen wurde in den 1940er-Jahren entdeckt.

## Kaltpressschweißen
Kaltpressschweißverbindungen werden unter hohem Druck und im Gegensatz zu anderen Schweißmethoden unterhalb der Rekristallisationstemperatur der Einzelteile gefertigt. Die beiden Teile bleiben im festen Zustand, allerdings ist eine plastische Verformung mit einer starken Annäherung der Kontaktflächen notwendig. Durch die intensive Berührung der beiden Kontaktflächen erfolgt eine stabile Verbindung der beiden Werkstücke. Für eine gute Verbindung braucht man Materialien mit ausreichender Kaltverformbarkeit (z. B.: Kupfer und Aluminium miteinander und untereinander).
In Einzelfällen ist eine Verbindung auch für die dauerhafte Stromleitung geeignet. Dabei helfen eine vorherige Entfettung und ein Aufreißen der Oberflächenoxidschicht.

## Ursache
Bei Werkstücken mit hoher Oberflächengüte (Kontaktflächen außerordentlich eben und glatt ausgebildet) berühren sich viel mehr Metallatome an den beiden Grenzflächen als bei Werkstücken mit schlechter Oberflächengüte, und die Anziehungskräfte selbiger untereinander verbinden diese zu einem stabilen Atomgitter. Sie sind anschließend nicht ohne Zerstörung der Oberflächengüte wieder voneinander zu trennen. Die Erscheinung verstärkt sich bei Anwendung von Druck bzw. unter Luftabschluss (Vakuum).

## Beispiele
Der Effekt tritt z. B. bei Parallelendmaßen auf, wenn sie angesprengt sind, also sehr nah beieinander liegen und längere Zeit nicht wieder getrennt werden.
Er tritt auch auf beim sehr engen Kontakt von Metalloberflächen (z. B. Schrauben aus rostfreiem VA-Edelstahl in Gewinden) unter Einsatz von Druck (und resultierender Reibung). Falls die gegenüber dem Luftsauerstoff passivierende Chromoxid-Schicht an der Oberfläche nicht ähnliche Verformbarkeitseigenschaften wie das Metall darunter besitzt, wird sie beschädigt, wodurch dann Kaltverschweißung auftreten kann. Versucht man die beiden Teile wieder zu trennen, können durch Abrieb weitere Oberflächenbeschädigungen und Verformungen auftreten, bis hin zum Bruch von Werkstück bzw. Werkzeug. Abhilfe wird hier geschaffen durch Schmierung oder Beschichtung mit einem hochfeinen nichtmetallischen Gleitfilm. Gegen Kaltverschweißen während des Gewindeschneidens muss auf ständige Schmierung während der Bearbeitung geachtet und Werkzeugstillstand vermieden werden.
Auch beim Herstellen von Wickelverbindungen macht man sich dieses Prinzip zu Nutze.
Die Verstärkung des Effekts im Vakuum macht das Kaltverschweißen zu einem Problem in der Raumfahrt. Kaltverschweißen ist eine verbreitete Fehlerursache mechanischer Komponenten in Raumfahrzeugen. Tests am Boden finden in einer Sauerstoffatmosphäre statt, wo Oberflächen schnell oxidieren. Hingegen können auch geringe Erschütterungen oder Bewegungen sich berührender Bauteile im Raum die Oxidschicht zerstören, anschließend verhindert das Vakuum eine erneute Oxidation. In der Folge kann an der Kontaktfläche eine Kaltverschweißung entstehen.
Das Kaltverschweißen ist ebenso ein Problem bei der Trockenproduktion von Nanopartikeln. Man kann es verringern, indem beim Zerkleinern (Mahlen) der Partikel Mahlhilfsmittel zugegeben werden, die sich zwischen die zu mahlenden Partikel mischen und so ein Zusammenhaften verhindern. Als Mahlhilfsmittel wird z. B. in festem Aggregatzustand befindliches Kohlendioxid eingesetzt.
Den Kaltverschweißungs-Effekt zunutze macht sich hingegen die Pulvermetallurgie. Bei Pulvern treten große Oberflächen auf. Dies begünstigt den Effekt der Kaltverschweißung bei der Verdichtung des Metallpulvers unter hohem Druck zu sogenannten Grünlingen. Bei der anschließenden Wärmebehandlung, dem Sintern, werden die Pulverteilchen an ihren Berührungsflächen durch Diffusion der Metallatome in eine feste Verbindung gebracht.

## „Kaltverschweißen“ von Kunststoffen
Unter Kaltverschweißen versteht man außerdem das Diffusionskleben thermoplastischer Kunststoffe mit lösemittelhaltigen Nassklebstoffen. 
Die Verbindung von Kunststoffen (insbesondere aus PVC) bei Umgebungstemperatur bezeichnet man zwar häufig auch als „Kaltverschweißen“, die korrekte Bezeichnung für dieses auf gänzlich anderer Grundlage beruhende Verfahren ist jedoch Quellschweißen, weil hierbei die Kunststoffpolymere durch den Einsatz eines flüssigen Schweißmittels („Folienkleber“, Tetrahydrofuran) an der benetzten Grenzfläche „aufquellen“. Eine häufige Anwendung ist das Verschweißen von PVC-Folienbahnen, z. B. bei der Anlage von Gartenteichen.
Beim Quellverschweißen von PVC-Bodenbelägen sind Beschäftigte gegenüber Tetrahydrofuran exponiert. Die BG/BGIA-Empfehlungen bewerten den Einsatz von PVC-Kaltschweißmitteln mit einem Gehalt an Tetrahydrofuran von maximal 90 %. Nur eine der den Empfehlungen zugrunde liegenden Messungen ergab eine Exposition über dem Grenzwert, alle anderen Messergebnisse lagen unter der Hälfte des Arbeitsplatzgrenzwertes. Begleitende Messungen mit einem direkt anzeigenden Photoionisationsdetektor ergaben, dass die Kurzzeitanforderungen erfüllt waren. Bei sachgemäßem Umgang ist kein Atemschutz erforderlich.

## Kaltverschweißen von Glas
Werden Normschliffe aus Glas, speziell Kegelschliffe beim Zusammenbau von Schliffapparaturen nicht gefettet, oder durch Manschetten getrennt, kann es, speziell beim Arbeiten mit Vakuum, dazu kommen, dass die Schliffkerne und -hülsen miteinander "verbacken". Nach einiger Zeit lassen sich diese Schliffe nicht mehr trennen, weil eine Kaltverschweißung stattgefunden hat.